# دریاچه سو
دریاچه سِو (به ارمنی: Սև լիճ) یک دریاچه در ارمنستان است که در استان سیونیک واقع شده‌است.